# Christian Giermann
Johann Christian Giermann (* 7. November 1936 in Lübeck; † 16. September 2022 in Wolfenbüttel) war ein deutscher Marineoffizier.

## Leben
Christian Giermann trat im September 1957 als Offizieranwärter der Crew IX/57 in die Bundesmarine ein. Nach der Ausbildung zum Offizier diente er als Wachoffizier im 1. und 5. Schnellbootgeschwader in Kiel bzw. Neustadt in Holstein. Von Oktober 1961 bis Dezember 1962 war er Gruppenoffizier an der Marineschule Mürwik, von Januar bis Dezember 1963 Sachbearbeiter im Bundesnachrichtendienst, von Januar bis September 1964 Ortungsoffizier auf Z6 in Flensburg und von Oktober 1964 bis März 1965 Wachoffizier im 2. Schnellbootgeschwader in Wilhelmshaven. 
Als Kommandant des Schnellbootes S8-KONDOR überführte er am 25. April 1967 den Sarg von Konrad Adenauer vom Staatsakt im Kölner Dom zur Beisetzung nach Königswinter/Rhöndorf. Im Rahmen weiterführender Ausbildung nahm er von 1967 bis 1968 am Offizier-B-Lehrgang Führungsdienste teil. Im Oktober 1968 wurde er zum Kommando Marineführungssysteme versetzt und spezialisierte sich im Bereich moderner automatischer Führungssysteme und taktischer Datenaustauschsysteme wie dem NATO-Verfahren Link 11. Zwischen 1969 und 1971 absolvierte Giermann den 11. Admiralstabsoffizier-Lehrgang an der Führungsakademie der Bundeswehr in Hamburg. Von 1971 bis 1974 kehrte Giermann als Leiter der Gruppe Taktik zum Kommando Marineführungssysteme zurück.
1974 wurde Giermann Kommandeur des 2. Schnellbootgeschwaders, ohne zuvor die übliche Vorverwendung eines stellvertretenden Geschwaderkommandeurs (S3-Stabsoffizier) durchlaufen zu haben. Während seiner außergewöhnlich langen Zeit als Kommandeur bis 1979 hatte er die Aufgabe, die Schnellboote der Albatros-Klasse (Klasse 143) in Dienst zu stellen. Mit dieser Klasse erhielt die Marine völlig neuartige Boote mit dem integrierten Waffensystem AGIS (Automatisiertes Gefechts- und Informationssystem für Schnellboote), das Giermann während seiner ersten Zeit beim Kommando Marineführungssysteme mitentwickelt hatte. Während seiner Dienstzeit war Giermann stets ein Verfechter derartiger neuer Systeme und setzte sich für deren Einführung und Verbreitung ein.
Von 1979 bis 1982 war Giermann als Kapitän zur See im NATO-Hauptquartier in Brüssel tätig. Von 1982 bis 1985 war er Leiter der Operationsabteilung des Flottenkommandos und ab 1985 Referatsleiter im Führungsstab der Marine. 1986 zum Flottillenadmiral befördert, wurde er Leiter der Abteilung Operation, die 1990 nach einer Reorganisation in Abteilung Planung, Konzeption und Operative Führung umbenannt wurde. Er bekleidete neun Jahre lang diese Funktion des Stabsabteilungsleiters III im Führungsstab der Marine, bis er 1996 in den Ruhestand trat. Von 1997 bis 2021 war er als Berater des Befehlshabers der Streitkräfte der Vereinigten Arabischen Emirate tätig.
Giermann wurde als eines von drei Kindern des Kapitäns und Fregattenkapitäns Walter Giermann (1892–1976) und seiner Frau Christel geb. Plücker (1905–1989), Tochter von Albert Plücker, geboren. Er war mit Ingrid Schumacher (1938–2009) verheiratet und hatte einen Sohn und eine Tochter. Christian Giermann starb am 16. September 2022 im Alter von 86 Jahren in Wolfenbüttel.

## Ehrungen und Auszeichnungen
- 1975: Verdienstorden der Bundesrepublik Deutschland (Verdienstkreuz am Bande)
- 1982: Ehrenkreuz der Bundeswehr in Gold